# Río Systyg-Jem
El río Systyg-Khem (del ruso: Сыстыг-Хем) es un corto río de Rusia que discurre por la república de Tuvá, en la Siberia meridional. Es un afluente del Bolshói Yeniséi por la orilla derecha, siendo éste a su vez la fuente norte del gran río Yeniséi.

## Geografía
El río tiene una longitud de 150 km y una cuenca de 4.450 km². El caudal medio es de 60,5 m³/s. El Systyg-Jem nace en la vertiente meridional de los montes Sayanes y fluye en dirección sur. Se une al Bolshói Yeniséi a la altura de la localidad de Tozan.

## Hidrometría - Los caudales mensuales en Tozan
El caudal del Systyg-Jem ha sido observado durante 29 años (1960-1988 en Tozan, una pequeña localidad situada a 7 km de su confluencia con el Bolshói Yeniséi.
El caudal interanual medio observado en Tozan en este periodo fue de 60,5 m³/s con una superficie de drenaje de 4.430 km², lo que supoe más del 99% de la cuenca hidrográfica del río
La lámina de agua de esta cuenca hidrográfica alcanza los 431 mm por año, que debe ser considerada como muy elevada, y resulta de a abundancia de las precipitaciones en las montañas de los montes Sayanes.
Río alimentado sobre todo por la fusión de las nieves y los hielos, aunque también de las lluvias de verano, el Systyg-Jem es un río de régimen nivo-glacial.
Las crecidas se desarrollan en primavera, en mayo y junio, lo que corresponde al deshielo y la fusión de las nieves, sobre todo aquellas de las altas cumbres del Sayán. En julio, el caudal cae, y esta bajada se extiende progresivamente al resto del verano y del principio de otoño. En octubre y luego en noviembre, el caudal baja fuertemente de nuevo, lo que constituye el inicio del período de estiaje, que dura hasta abril y corresponde a las heladas intensas que se abaten sobre toda Siberia, y que son particularmente duras en las regioes montañosas.
El caudal medio mensual observado en marzo (mínimo de estiaje) es de 7.57 m³/s, lo que corresponde al 4% del caudal del mes de mayo que alcanza los  213 m³/s), lo que subraya la importante amplitud de las variaciones estacionales.
Durante los 29 años del estudio, el caudal mensual mínimo fue de 1.60 m³/s en febrero de 1969, mientras que el caudal mensual se elevó a 514 m³/s en junio de 1966.
En lo que concierne al período estival, libre de hielos (de junio a setiembre inclusive), el caudal mensual mínimo observado fue de 24,4 m³/s en agosto de 1974. 
Caudales medios mensuales del Systyg-Jem (en m³/s) medidos en la estación hidrométrica de Tozan
Datos calculados sobre 29 años